# ۶۴۸ (خورشیدی)
۶۴۸ ششصد و چهل و هشتمین سال هجری خورشیدی است.